# Den fjerde Dame
Den fjerde Dame er en dansk stumfilm fra 1914, der er instrueret af Eduard Schnedler-Sørensen.

## Handling
Denne artikel mangler et handlingsreferat. Hjælp os med at skrive det.

## Medvirkende
- Bertel Krause - Oberst von Meyerink
- Karen Sandberg - Grethe, oberstens datter
- Carl Alstrup - Løjtnant von Wolff
- Johanne Fritz-Petersen - Leoni, løjtnantens søster
- Arne Weel - Felix von Stolp, Wolffs ven
- Peter Jørgensen
- Ingeborg Bruhn Bertelsen
- Alf Blütecher
- Ingeborg Olsen
- Ingeborg Jensen
- Camilla Bondesen
- Paula Ruff
- Ivan Christy
- Ebba Lorentzen
- Axel Mattsson